# آندریا سنو
آندریا سنو (انگلیسی: Andrea Seno؛ زادهٔ ۱ فوریهٔ ۱۹۶۶) بازیکن فوتبال اهل ایتالیا است.
از باشگاه‌هایی که در آن بازی کرده‌است می‌توان به باشگاه فوتبال اینتر میلان، باشگاه فوتبال فوجا، باشگاه فوتبال بولونیا، باشگاه فوتبال ونتزیا، باشگاه فوتبال پادوا، و باشگاه فوتبال کومو اشاره کرد.